# Leinster Senior Football Championship
Il Leinster Senior Football Championship è la principale manifestazione di Calcio gaelico della provincia irlandese del Leinster. È sponsorizzata dalla Vodafone, dalla Ulster Bank e dalla Toyota e vi prendono parte tutte le contee tranne Kilkenny. Il torneo si disputa nei mesi estivi, è organizzato dal Leinster Council e la finale si tiene a Croke Park nel mese di luglio. Dublino è la squadra più vittoriosa, avendo vinto il torneo per 51 volte, ben più del doppio degli acerrimi rivali di Meath. Le semifinaliste dell'anno precedente accedono direttamente ai quarti mentre le restanti sette vengono sorteggiate. Dal sorteggio escono le sei sfidanti del turno preliminare e una fortunata che accede direttamente ai quarti.

## Vincitori
|    | Squadra   | Vittorie | Anni delle vittorie |
| -- | --------- | -------- | --- |
| 1  | Dublin    | 58       | 1891, 1892, 1894, 1896, 1897, 1898, 1899, 1901, 1902, 1904, 1906, 1907, 1908, 1920, 1921, 1922, 1923, 1924, 1932, 1933, 1934, 1941, 1942, 1955, 1958, 1959, 1962, 1963, 1965, 1974, 1975, 1976, 1977, 1978, 1979, 1983, 1984, 1985, 1989, 1992, 1993, 1994, 1995, 2002, 2005, 2006, 2007, 2008, 2009, 2011, 2012, 2013, 2014, 2015, 2016, 2017, 2018, 2019 |
| 2  | Meath     | 21       | 1895, 1939, 1940, 1947, 1949, 1951, 1952, 1954, 1964, 1966, 1967, 1970, 1986, 1987, 1988, 1990, 1991, 1996, 1999, 2001, 2010 |
| 3  | Kildare   | 13       | 1903, 1905, 1919, 1926, 1927, 1928, 1929, 1930, 1931, 1935, 1956, 1998, 2000 |
| 4  | Offaly    | 10       | 1960, 1961, 1969, 1971, 1972, 1973, 1980, 1981, 1982, 1997 |
| 4  | Wexford   | 10       | 1890, 1893, 1913, 1914, 1915, 1916, 1917, 1918, 1925, 1945 |
| 6  | Louth     | 8        | 1909, 1910, 1912, 1943, 1948, 1950, 1953, 1957 |
| 7  | Laois     | 6        | 1889, 1936, 1937, 1938, 1946, 2003 |
| 8  | Kilkenny  | 3        | 1888, 1900, 1911 |
| 9  | Carlow    | 1        | 1944 |
| 9  | Longford  | 1        | 1968 |
| 9  | Westmeath | 1        | 2004 |
| 12 | Wicklow   | 0        | N/A |